# Running Back
Running Back – debiutancki singel australijskiej piosenkarki Jessiki Mauboy z jej pierwszego albumu studyjnego zatytułowanego Been Waiting. Został napisany przez Mauboy, Audiusa Mtawarira i Seana Raya Mullinsa, a wyprodukowany przez Audiusa. Singel został wydany 19 września 2008 w Australii i Nowej Zelandii przez wytwórnię Sony Music Australia. Gościnnie w piosence zaśpiewał amerykański raper Flo Rida.
Utwór zadebiutował na trzeciej pozycji w ARIA Singles Chart i zyskał status podwójnej platyny, sprzedając w ilości 140 000 kopii. Singel wygrał w kategorii Highest Selling Single podczas rozdania nagród ARIA Music Awards. Do singla nakręcono także teledysk, który ukazuje fikcyjny związek między Mauboy i Flo Ridą. Reżyserią zajął się Fin Edquist.

## Lista utworów
- ; Digital download[2]

1. "Running Back" featuring Flo Rida – 3:45

- ; Digital EP[6]

1. "Running Back" featuring Flo Rida – 3:45
2. "Magical" – 3:26
3. "Running Back" featuring Flo Rida & Israel Cruz (Remix) – 4:47
4. "Running Back" featuring Flo Rida (Karaoke Track) – 3:47
5. "Breathe" – 3:50

## Pozycje na listach

### Listy przebojów
| Lista (2008)                        | Najwyższa pozycja |
| ----------------------------------- | ----------------- |
| Australia (ARIA Singles Chart)      | 3                 |
| Australia (ARIA Urban Singles Chart | 3                 |

| Lista (2008)             | Pozycja |
| ------------------------ | ------- |
| Australian Singles Chart | 29      |

| Państwo   | Status             |
| --------- | ------------------ |
| Australia | 2× platynowa płyta |

## Historia wydania
| Region        | Data                 | Format           | Wytwórnia            |
| ------------- | -------------------- | ---------------- | -------------------- |
| Australia     | 19 września 2008     | digital download | Sony Music Australia |
| Nowa Zelandia | 19 września 2008     | digital download | Sony Music Australia |
| Australia     | 11 października 2008 | CD, digital EP   | Sony Music Australia |